# Burke megye (Észak-Dakota)
Burke megye az Amerikai Egyesült Államokban, azon belül Észak-Dakota államban található. Megyeszékhelye és legnagyobb városa Bowbells. Lakosainak száma 2201 fő (2020. április 1.). Burke megye Renville, Divide, Mountrail, Ward és Williams megyékkel határos.

## Népesség
A megye népességének változása:
| Lakosok száma | 1965 | 2060 | 2178 | 2306 | 2308 | 2201 |
|               | 2010 | 2011 | 2012 | 2013 | 2015 | 2020 |